# Bajory Małe
Bajory Małe (niem. Klein Bajohren) – wieś w Polsce położona w województwie warmińsko-mazurskim, w powiecie kętrzyńskim, w gminie Srokowo, sołectwo Bajory Wielkie.
W latach 1975–1998 miejscowość administracyjnie należała do województwa olsztyńskiego.
Przed Bajorami na drodze ze Srokowa do Brzeźnicy znajduje się most na Kanale Mazurskim.

## Historia
Na wschód od wsi znajduje się wczesnośredniowieczne grodzisko.
W roku 1710 na dżumę zmarło tu 50 osób.
We wsi znajduje się cerkiew pw. Ofiarowania NMP obrządku bizantyjsko-ukraińskiego.
Mieszkańcy: w roku 1933 – 212 osób, w 1939 – 210.
W 1938 roku podczas akcji germanizacyjnej nazw miejscowych i fizjograficznych historyczna nazwa niemiecka Klein Bajohren została przez administrację nazistowską zastąpiona sztuczną formą Kleinblankenfelde.